# Simosuchus clarki
Simosuchus clarki (лат.) — вид вымерших крокодиломорфов из инфраотряда Notosuchia. Известен по ископаемым остаткам с территории Мадагаскара, датируемым возрастом 70,6—66 млн лет (маастрихт, поздний мел).

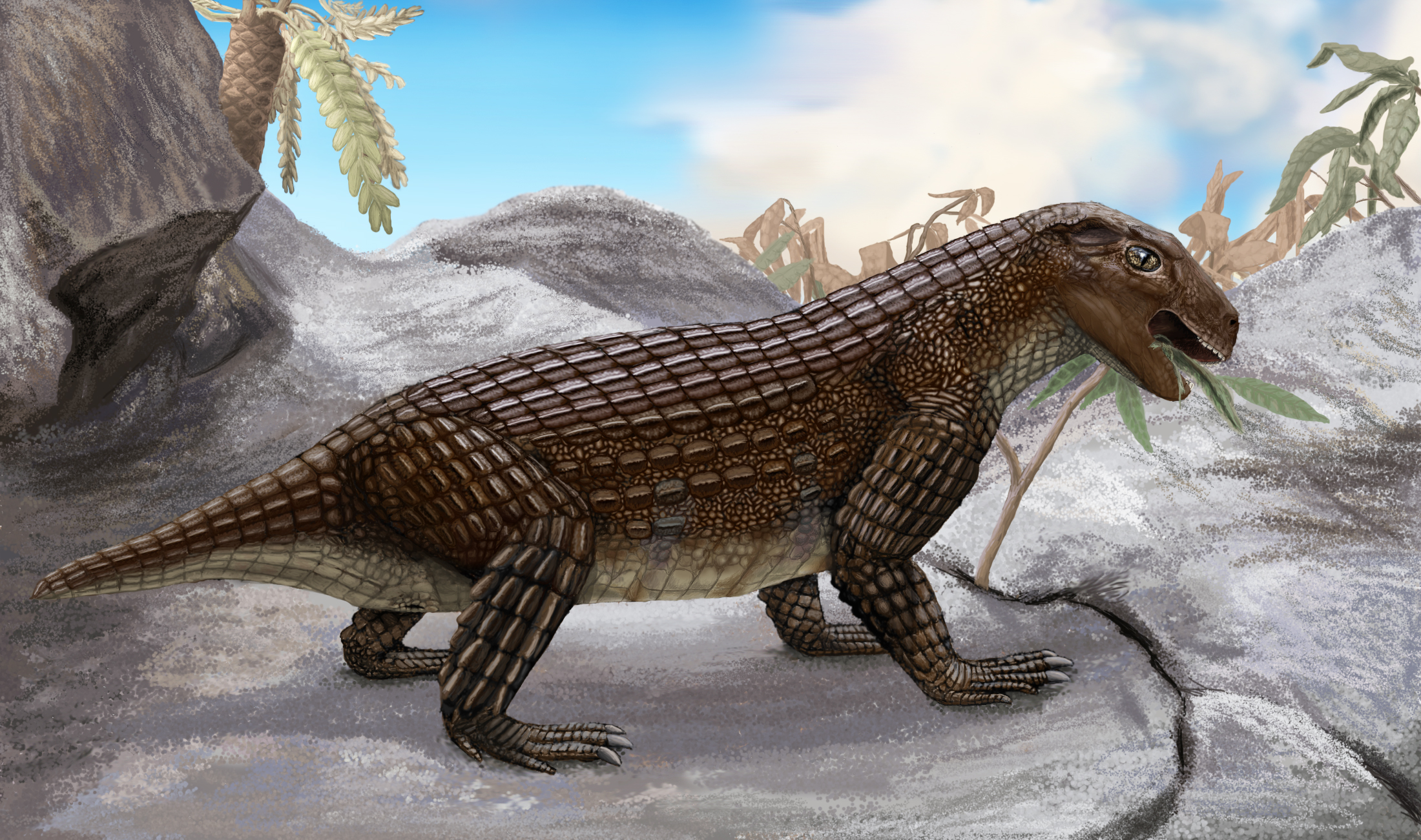
Реконструкция внешнего вида

Сравнительно небольшие крокодиломорфы, достигавшие в длину около 0,75 м. Морда короткая, череп высокий и округлый, что сильно отличает от ближайших родственников, обладавших уплощёнными черепами и сильно вытянутыми челюстями. Зубы Simosuchus clarki не конические, а многовершинные, челюстной сустав смещён вперёд, что указывает на присутствие в рационе растительной пищи или даже исключительную растительноядность.

## Примечание
1. 1 2 3  Buckley G. A., Brochu C. A., Krause D. W., Pol D. A pug-nosed crocodyliform from the Late Cretaceous of Madagascar (англ.) // Nature. — 2000. — Vol. 405, no. 6789. — P. 941—944. — doi:10.1038/35016061. — PMID 10879533.